# Rwenzoriduiker
De rwenzoriduiker (Cephalophorus rubidus) is een zoogdier uit de familie van de holhoornigen (Bovidae).